# Torigni-sur-Vire
Torigni-sur-Vire ist eine Ortschaft und eine Commune déléguée in der französischen Gemeinde Torigny-les-Villes mit 2.351 Einwohnern (Stand 1. Januar 2022) im Département Manche in der Normandie. Seit dem 1. Januar 2016 gehört Torigni-sur-Vire zur Gemeinde Torigny-les-Villes.
Alte Schreibweisen des Ortsnamens sind Thorigny, Thorigni und Torigny. Der Zusatz "-sur-Vire" stammt aus dem Jahr 1849, wobei die Vire den Ort tatsächlich nicht berührt.

## Geschichte
Im Zweiten Weltkrieg wurde das von Deutschen besetzte Torigni-sur-Vire am 12. Juni 1944 von der alliierten Luftwaffe bombardiert. Am 31. Juli 1944 wurde der Ort von der Besatzung befreit.

## Bevölkerungsentwicklung
- 1962: 2100
- 1968: 2557
- 1975: 2796
- 1982: 2905
- 1990: 2659
- 1999: 2578
- 2007: 2422

## Sehenswürdigkeiten
- Château des Matignon und Château de la Varignière
- Kirchen Saint-Laurent und Notre-Dame du Grand Vivier

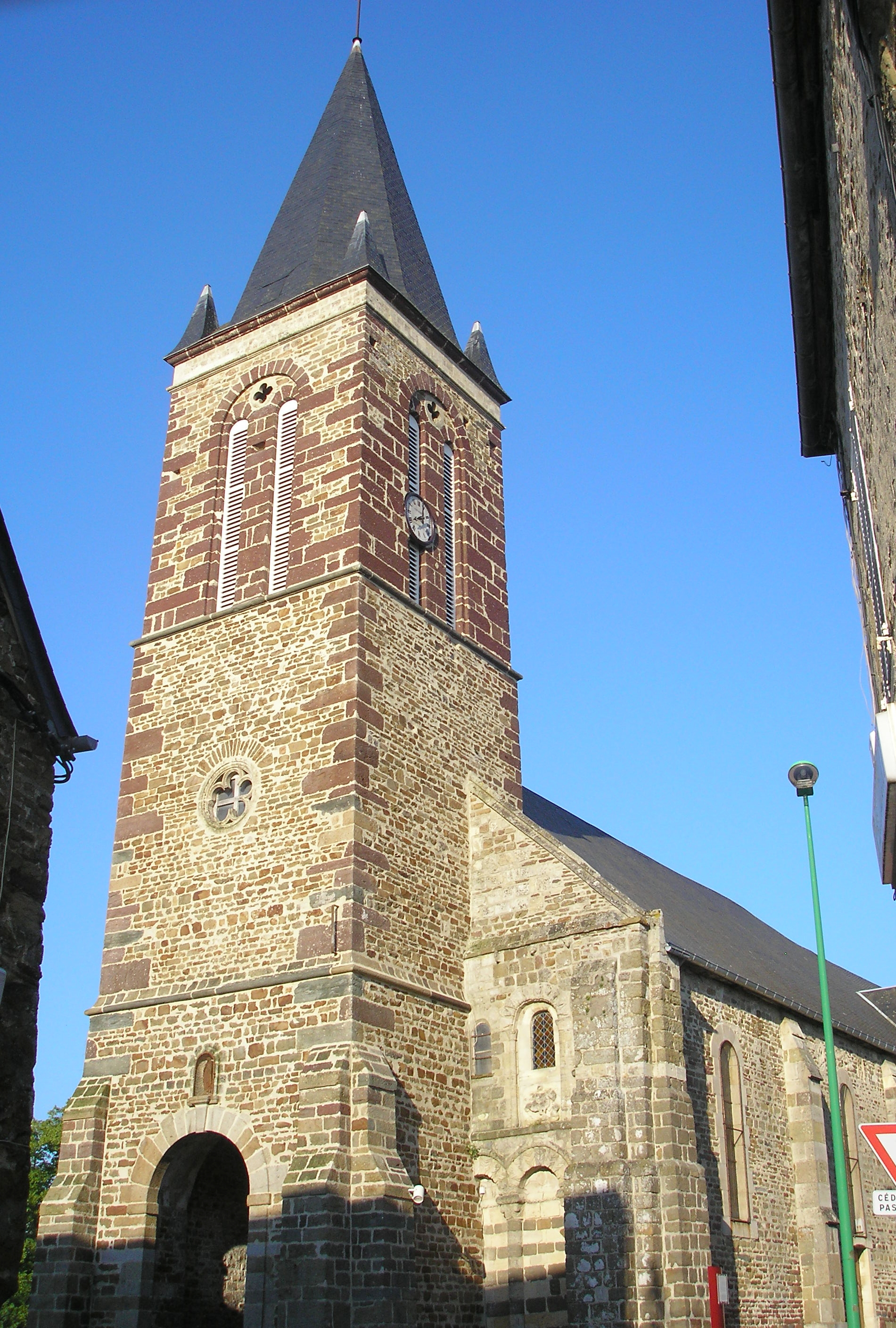
Kirche Notre-Dame du Grand Vivier

- Kloster Torigny

## Persönlichkeiten
- Robert von Torigni (um 1110–1186), Abt von Mont-Saint-Michel, 1154–1186
- Olivier de Miniac (Mauny), Comte de Thorigny, 14. Jahrhundert
- Jacques de Callières, Diplomat und Schriftsteller, † 1697
- François de Callières (1645–1717), Diplomat und Schriftsteller
- Hector de Callière, Gouverneur von Neufrankreich 1698–1703
- Georges de Brébeuf (1617–1661), Dichter und Übersetzer
- Jacques de Goyon de Matignon (1643–1727), katholischer Geistlicher und Bischof von Condom
- Abbé Desfontaines (1685–1745), war Pfarrer in Torigni 1732–1734
- Jacques I. de Monaco (Jacques Goyon de Matignon) Comte de Thorigny (1689–1751); der Titel Comte de Thorigny wird auch vom derzeitigen Fürsten von Monaco getragen.
- Léonor-Joseph Havin (1799–1868), Politiker
- Richard Vivien (* 1964), Radsportler